# Remígio de Lyon
Remígio de Lyon (em latim: Remigius Lugdunensis; m. Lyon, 28 de outubro de 875) foi um arcebispo de Lyon no século IX. Nada se sabe sobre ele antes de sua consagração em 31 de março de 852. Remígio teve um papel preponderante na história eclesiástica francesa.

## Vida
Remígio aparece como um dos líderes em diversos sínodos e como presidente do Sínodo de Valence em 855. Além disso, participou da controvérsia da predestinação iniciada por Godescalco, que, como outros líderes da Igreja, defendeu. Porém, esta decisão o colocou em conflito com o ainda mais poderoso Incmaro de Reims, que, no Sínodo de Quierzy (853) conseguiu respaldo para seus quatro capítulos sobre a predestinação. Porém, um sínodo em Valence (Drôme) se recusou a ratificá-los e, para piorar a situação, passou outros seis cânons contra a posição de Incmaro, reafirmados pelo Sínodo de Langres (859), uma prova da influência de Remígio. No Sínodo de Savonières, nacional, que se seguiu imediatamente, Remígio apresentou os seis cânons ao rei Carlos, o Calvo.
Quando Remígio assumiu seu posto em Lyon, descobriu que algumas fontes de renda que acreditava pertencerem à sua diocese haviam sido retiradas dela e prometeu recuperá-las, o que fez de forma brilhante. Por esta e por outras, acabou canonizado pelo povo.

## Atribuição
- Este artigo se utiliza de informações do artigo Remigius da Schaff-Herzog Encyclopedia of Religious Knowledge, de 1914, que está em domínio público.